# Торгофф, Ирв
Ирвинг «Ирв» Торгофф (англ. Irving "Irv" Torgoff; 6 марта 1917, Бруклин, Нью-Йорк, США — 21 октября 1993, Форт-Лодердейл, Флорида, США) — американский профессиональный баскетболист.

## Ранние годы
Ирв Торгофф родился 6 марта 1917 года в Бруклине, самом густонаселённом боро Нью-Йорка, учился там же в средней школе имени Сэмюэла Джонса Тилдена, в которой играл за местную баскетбольную команду.

## Студенческая карьера
В 1939 году окончил Университет Лонг-Айленда, где в течение четырёх лет играл за команду «ЛИУ Бруклин Блэкбёрдс», в которой провёл успешную карьеру под руководством тренера, члена Зала славы баскетбола, Клэра Би. При Торгоффе «Блэкбёрдс» один раз выигрывали регулярный чемпионат конференции Metropolitan New York (1939), но ни разу не выигрывали турнир конференции Metropolitan New York, а также ни разу не выходили в плей-офф студенческого чемпионата США.
В своём последнем сезоне в составе «Блэкбёрдс» Торгофф, будучи капитаном команды, стал лучшим снайпером команды и вторым во всей конференции, за что по его итогам стал лауреатом приза Хаггерти, а также был включён в первую всеамериканскую сборную NCAA. В 1939 году «ЛИУ Бруклин Блэкбёрдс» стали чемпионами Национального пригласительного турнира (NIT), разгромив в финальном матче команду «Лойола Рамблерс» со счётом 44—32. В 2001 году он был включён в Спортивный Зал Славы университета Лонг-Айленда.

## Профессиональная карьера
Играл на позиции лёгкого форварда. В 1939 году Ирв Торгофф заключил соглашение с командой «Детройт Иглс», выступавшей в Национальной баскетбольной лиге (НБЛ). Позже выступал за команды «Филадельфия СФХАс» (АБЛ), «Вашингтон Кэпитолс» (БАА), «Балтимор Буллетс» (БАА), «Филадельфия Уорриорз» (БАА) и «Трентон Тайгерс» (АБЛ). Всего в АБЛ провёл 7 неполных сезонов, в БАА — три сезона, а в НБЛ — один сезон. В сезонах 1940/1941, 1942/1943 и 1944/1945 годов, будучи одноклубником Осси Шектмана, с которым вместе играл ещё за «ЛИУ Бруклин Блэкбёрдс», и Бернарда Оппера, Торгофф в составе «СФХАс» стал трёхкратным чемпионом АБЛ. Кроме того при Торгоффе «СФХАс» дважды становились вице-чемпионами АБЛ (1944 и 1946), проиграв в финале «Уилмингтон Бомберс» и «Балтимор Буллетс» соответственно. «Филадельфия СФХАс» присоединилась к АБЛ в 1933 году и доминировала в лиге на протяжении 15-ти лет, выиграв за это время семь чемпионских титулов. Всего за карьеру в НБЛ Торгофф сыграл 26 игр, в которых набрал 171 очко (в среднем 6,6 за игру). Всего за карьеру в БАА Ирв сыграл 147 игр, в которых набрал 997 очков (в среднем 6,8 за игру) и сделал 106 передач. Помимо этого Торгофф в составе «Иглс» один раз участвовал во Всемирном профессиональном баскетбольном турнире, но без особого успеха.

## Семья и смерть
После завершения спортивной карьеры Торгофф стал продавцом тканей и пряжи в Манхэттене. Его жену звали Бесс, которая родила Ирву двух дочерей (Кэрол и Элейн) и одного сына (Мартина), кроме того у него была сестра Грейс и пять внуков. Ирв Торгофф умер в четверг, 21 октября 1993 года, от сердечного приступа на 77-м году жизни в городе Форт-Лодердейл (штат Флорида).

## Статистика

### Статистика в НБА
| Сезон                                                                                    | Команда              | Регулярный сезон | Регулярный сезон | Регулярный сезон | Регулярный сезон | Регулярный сезон | Регулярный сезон | Регулярный сезон | Регулярный сезон | Регулярный сезон | Регулярный сезон | Регулярный сезон | Серия плей-офф | Серия плей-офф | Серия плей-офф | Серия плей-офф | Серия плей-офф | Серия плей-офф | Серия плей-офф | Серия плей-офф | Серия плей-офф | Серия плей-офф | Серия плей-офф |
| Сезон                                                                                    | Команда              | GP               | GS               | MPG              | FG%              | 3P%              | FT%              | RPG              | APG              | SPG              | BPG              | PPG              | GP             | GS             | MPG            | FG%            | 3P%            | FT%            | RPG            | APG            | SPG            | BPG            | PPG            |
| ---------------------------------------------------------------------------------------- | -------------------- | ---------------- | ---------------- | ---------------- | ---------------- | ---------------- | ---------------- | ---------------- | ---------------- | ---------------- | ---------------- | ---------------- | -------------- | -------------- | -------------- | -------------- | -------------- | -------------- | -------------- | -------------- | -------------- | -------------- | -------------- |
| 1946/47                                                                                  | Вашингтон Кэпитолс   | 58               |                  |                  | 27,3             |                  | 73,0             |                  | 0,5              |                  |                  | 8,4              | 6              |                |                | 16,0           |                | 68,4           |                | 0,8            |                |                | 6,5            |
| 1947/48                                                                                  | Вашингтон Кэпитолс   | 47               |                  |                  | 20,5             |                  | 81,3             |                  | 0,7              |                  |                  | 7,2              | Не участвовал  | Не участвовал  | Не участвовал  | Не участвовал  | Не участвовал  | Не участвовал  | Не участвовал  | Не участвовал  | Не участвовал  | Не участвовал  | Не участвовал  |
| 1948/49                                                                                  | Балтимор             | 29               |                  |                  | 25,3             |                  | 76,8             |                  | 1,1              |                  |                  | 4,6              | Не участвовал  | Не участвовал  | Не участвовал  | Не участвовал  | Не участвовал  | Не участвовал  | Не участвовал  | Не участвовал  | Не участвовал  | Не участвовал  | Не участвовал  |
| 1948/49                                                                                  | Филадельфия Уорриорз | 13               |                  |                  | 29,2             |                  | 87,5             |                  | 0,9              |                  |                  | 2,7              | 2              |                |                | 0,0            |                | -              |                | 1,0            |                |                | 0,0            |
|                                                                                          | Всего                | 147              |                  |                  | 24,6             |                  | 77,1             |                  | 0,7              |                  |                  | 6,8              | 8              |                |                | 15,5           |                | 68,4           |                | 0,9            |                |                | 4,9            |
| Наведите курсор мыши на аббревиатуры в заголовке таблицы, чтобы прочесть их расшифровку. |                      |                  |                  |                  |                  |                  |                  |                  |                  |                  |                  |                  |                |                |                |                |                |                |                |                |                |                |                |